# TV Markíza
TV Markíza ist der größte private TV-Sender in der Slowakei. Er  wurde am 31. August 1996 gegründet und wurde schon bald danach der meistgesehene Sender in der Slowakei und ist es noch heute. Der Sender gehört dem Medienkonzern CME.
Markíza war eine Gründung des Mit-Eigentümers und Politikers Pavol Rusko von der liberalen Partei Aliancia nového občana (ANO), der den Sender später als Instrument zur Bekämpfung seiner politischen Gegner benutzte. Nach mehreren Skandalen wurde er aufgefordert seine Anteile zu verkaufen. Heute gehört Markíza zum Imperium der CME, die in Mittel- und Osteuropa zahlreiche Sender betreibt. Der Generaldirektor (CEO) ist derzeit Matthias Settele.
Das Programm orientiert sich an den Erfahrungen des US-amerikanischen Fernsehens und zeigt überwiegend Spielfilme, Shows und Quiz-Sendungen, meist amerikanischen Ursprungs, produziert aber auch eigenes wie die Wahl zur Miss Slowakei oder die wöchentliche Show Laskanie, ein Lifestyle- und Erotik-Magazin, das zeitweise von Kyla Cole moderiert wurde. Gemeinsam mit dem tschechischen Sender TV Nova produziert Markíza die Show Česko Slovenská SuperStar.